# Lake Los Angeles (Kalifornija)
Lake Los Angeles je naseljeno područje za statističke svrhe u američkoj saveznoj državi Kalifornija. Prema popisu stanovništva iz 2010. u njemu je živjelo 12.328 stanovnika.